# To the Finland Station
To the Finland Station: A Study in the Writing and Acting of History (dt. unter den Titeln Der Weg nach Petersburg: Europas revolutionäre Tradition und die Entstehung des Sozialismus bzw. Auf dem Weg zum Finnischen Bahnhof: Über Geschichte und Geschichtsschreibung) ist das bekannteste Buch des US-amerikanischen Kritikers und Schriftstellers Edmund Wilson (1895–1972). Das 1940 veröffentlichte Buch präsentiert die Geschichte des revolutionären Denkens und die Entstehung des Sozialismus von der Französischen Revolution, von Graf von Saint-Simon, Rousseau, der Zusammenarbeit zwischen Marx und Engels, bis zu Lenins Ankunft im Finnischen Bahnhof in St. Petersburg (Petrograd) im April 1917, aus einem langen Exil zurückkehrend, um die Bewegung anzuführen, die in der Oktoberrevolution gipfeln sollte.

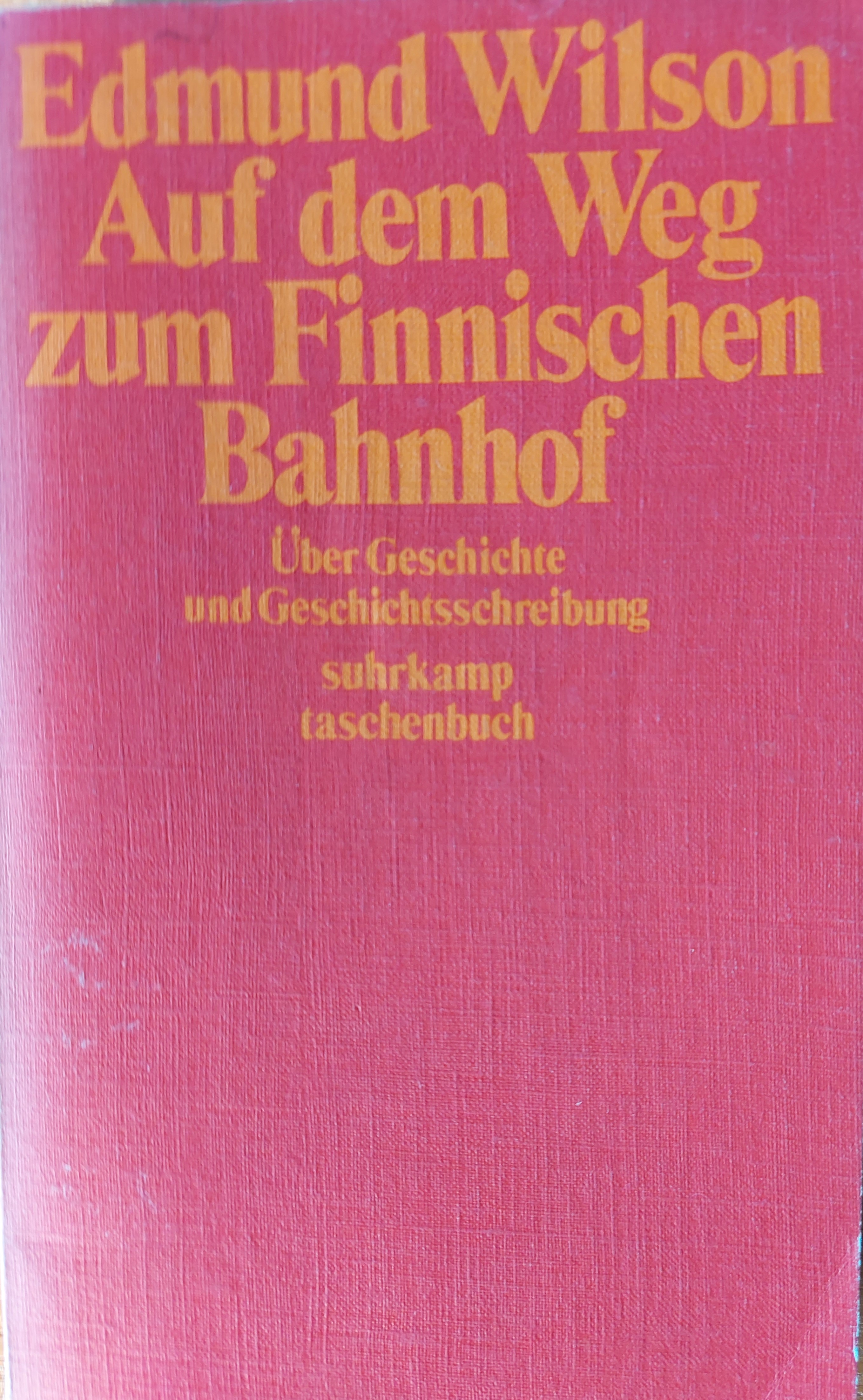
Taschenbuchausgabe der deutschen Übersetzung 1974

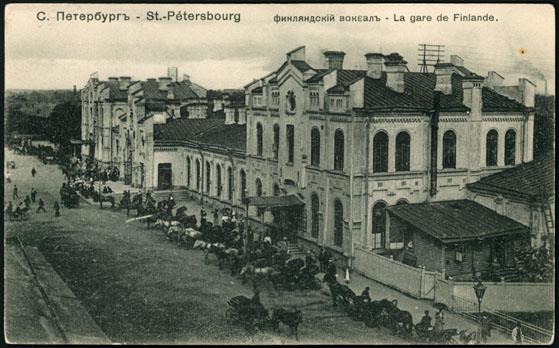
Ziel der Reise Lenins: der Finnische Bahnhof in Petrograd

Das Buch ist in drei Teile untergliedert:
Der erste Teil behandelt in fünf von acht Kapiteln Jules Michelet (1798–1874) und diskutiert dann den Niedergang der revolutionären Tradition in Bezug auf Ernest Renan, Hippolyte Taine und Anatole France.
Die zweite Teil handelt in sechzehn Kapiteln von Sozialismus und Kommunismus. Die ersten vier Kapitel behandeln die Ursprünge des Sozialismus bei Babeuf, Saint-Simon, Fourier und Robert Owen und Enfantin und die amerikanischen Sozialisten Margaret Sanger und Horace Greeley. Die zweite Gruppe von zwölf Kapiteln befasst sich hauptsächlich mit der Entwicklung des Denkens von Karl Marx (1818–1883) im Lichte seiner Einflüsse, der Partnerschaft mit Friedrich Engels (1820–1895) und der Opposition von Ferdinand Lassalle (1825–1864) und Michail Alexandrowitsch Bakunin (1814–1876).
Der dritte Teil umfasst sechs Kapitel, die sich jeweils wieder mit Lenin (1870–1924), Trotzki, (1879–1940) und wieder Lenin befassen. Der „Finnische Bahnhof“ kommt erst am Schlusspunkt der geschichtsphilosophischen Überlegungen, auf den letzten sechs Seiten, vor. 
Zu den wichtigen Schriften, die angesprochen wurden, zählen Lenins Was tun? und Trotzkis Literatur und Revolution & Mein Leben, die Biographie Lenins und die Geschichte der russischen Revolution. Das Buch erwähnt auch Eleanor Marx (die Tochter von Karl Marx), Nadeschda Krupskaja, Annie Besant, Charles Bradlaugh und Georgi Gapon. 

## Ausgaben
- To the Finland Station. A Study in the Writing and Acting of History. New York, Harcourt, Brace and Company 1940
- To the Finland Station. A Study in the Writing and Acting of History. London, Martin Secker & Warburg 1940
  - Der Weg nach Petersburg. Europas revolutionäre Tradition und die Entstehung des Sozialismus. Aus dem Amerikanischen übersetzt von Ehrenfried Klauer und Hans Stern. Rütten & Loening, München, 1963.
  - Auf dem Weg zum Finnischen Bahnhof. Über Geschichte und Geschichtsschreibung. Mit einer Einleitung von Renate Laux. Suhrkamp, Frankfurt am Main 1974, ISBN 3-518-06694-3.